# Erwood
Erwood (en anglais) ou Erwd (en gallois) est un village et une communauté du Powys, au pays de Galles.

## Géographie
Erwood est situé dans le sud du Powys, dans le comté historique du Brecknockshire, sur la Wye, à une dizaine de kilomètres au sud-est de la ville de Builth Wells.
La communauté d'Erwood comprend aussi les villages et hameaux de Crickadarn (en), Gwenddwr (en) et Llaneglwys (cy). 

## Démographie
Au recensement de 2011, la communauté d'Erwood comptait 429 habitants.